# Kachina

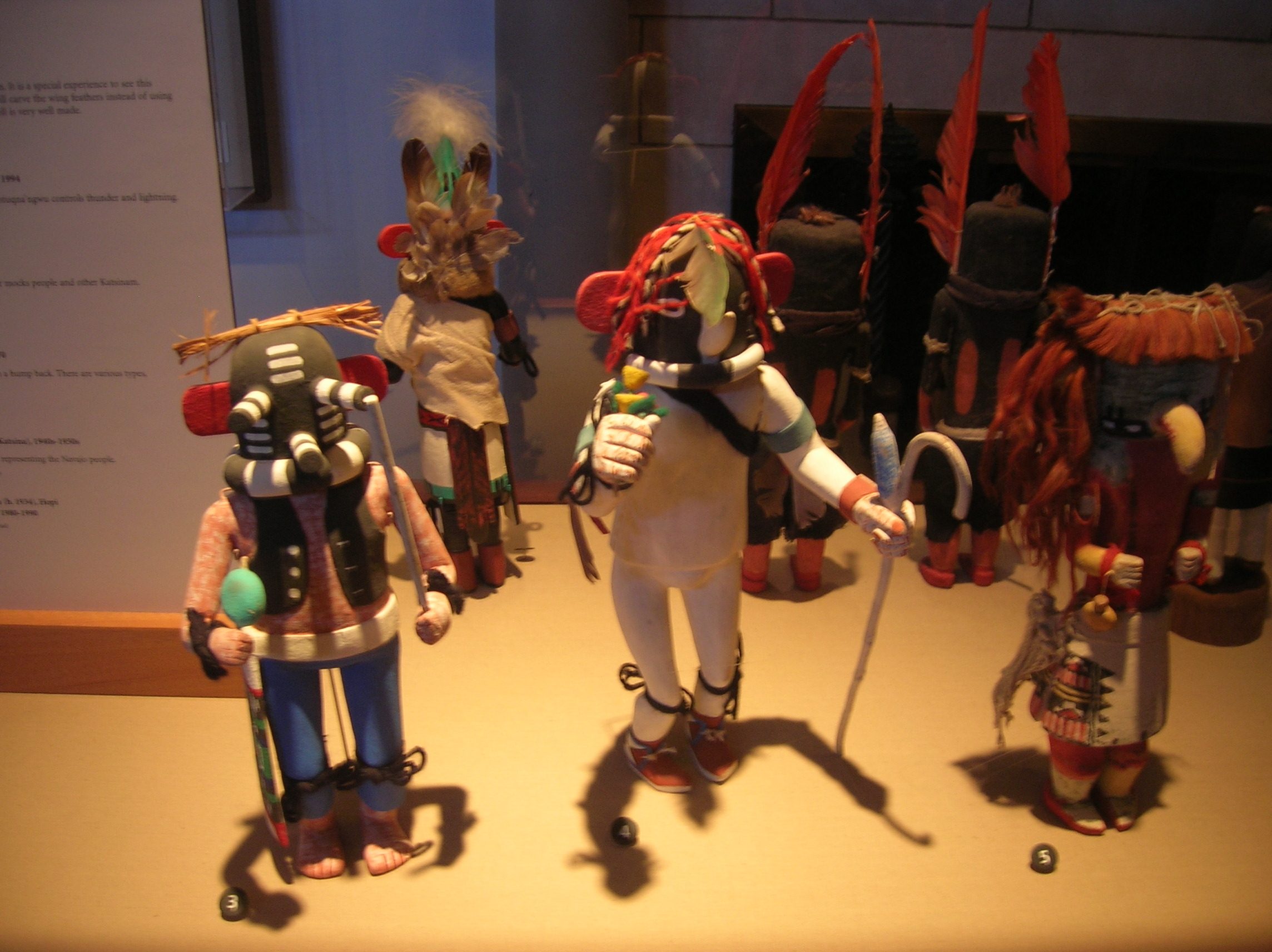
Muñecas kachina.

Kachina, katchina, katcina, o katsina son un elemento de la religión y la cosmogonía de los indios pueblo de Occidente en América del Norte, entre los cuales se incluyen los Hopi, los Zuñi, los Tiwa (en la Reserva Hopi), los Acoma, y los Laguna. En épocas posteriores, el culto a los kachina se ha extendido al este entre las tribus Pueblo, por ejemplo, de la tribu Laguna a la tribu Isleta. 
En hopi, la palabra qatsina literalmente significa "portadora de vida", y puede ser cualquier cosa existente en el mundo natural. Un kachina puede ser cualquier cosa; desde un elemento, a una cualidad, a un fenómeno natural, o un concepto. 
Hay más de 400 diferentes kachinas en la cultura de los hopi y los Pueblo.

## Kachinas en las tribus Pueblo

### Kachinas zuñis
Los Zuñis creen que los kachinas viven en el Lago de los Muertos, un lago mítico al que es posible llegar a través del lago Spring, ubicado en el cruce de los ríos Zuñi y Little Colorado.

### Kachinas hopis

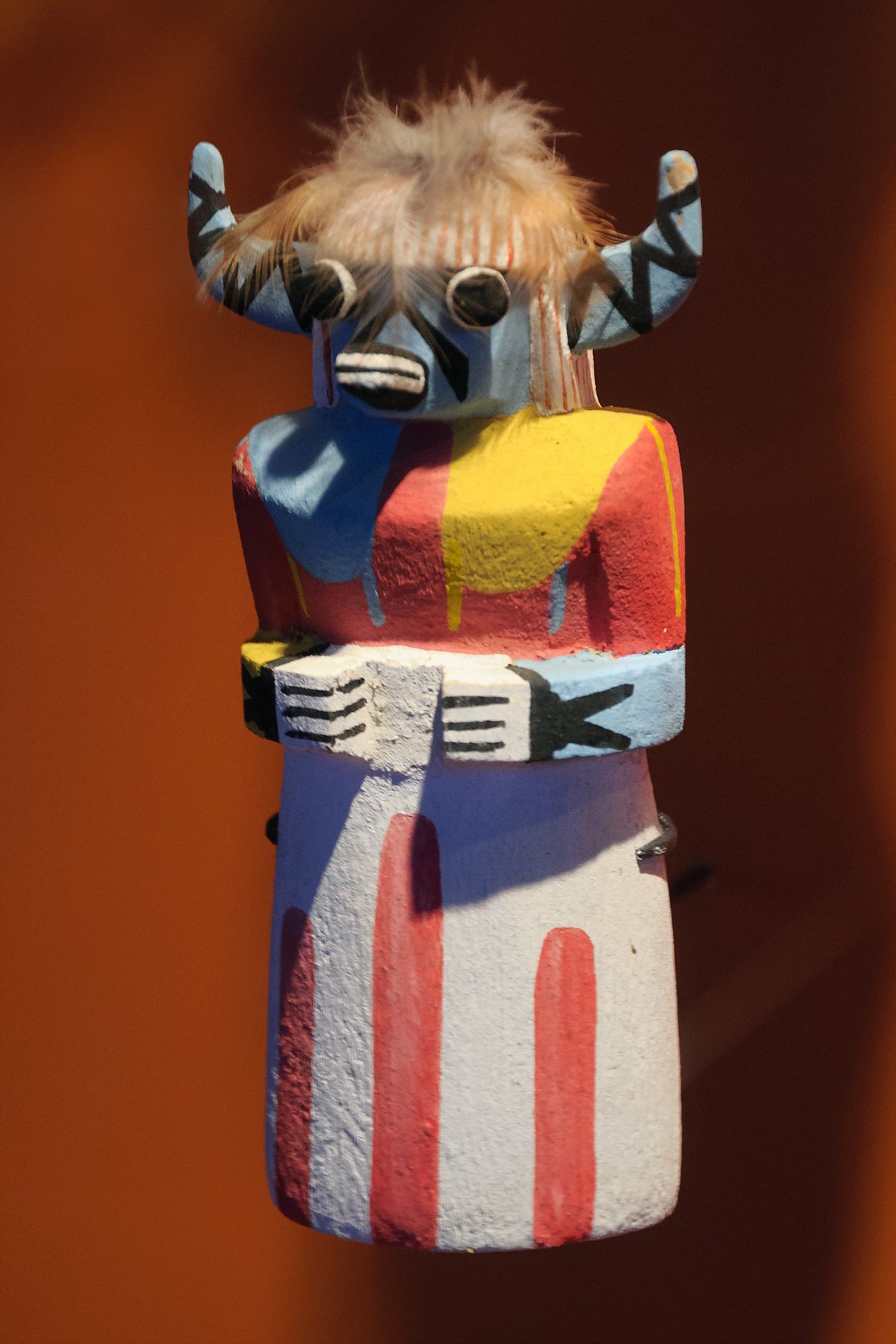
SakwaWakaKatsina (Katsina-Vaca-Azul), un kachina hopi

Dentro de la mitología hopi, se dice que los kachinas viven en los picos de San Francisco, cerca de Flagstaff, Arizona. Las kachinas hopis de mayor importancia son denominadas wuya. 
Entre los Hopis, se tallan las llamadas muñecas kachina, las cuales son regaladas a las jóvenes sin iniciar durante la Danza del Frijol, durante la Ceremonia de Plantación de Frijoles en primavera y durante la Ceremonia de la Danza del Hogar en el verano. La función de las muñecas es familiarizar a los niños con algunos de los muchos kachinas. 
En el idioma hopi, la palabra se usa a menudo para representar a los seres espirituales propios; las muñecas, y las personas que visten de kachinas para las danzas ceremoniales, son un complemento de este sistema de creencias. Entre otras características, los kachinas representan los acontecimientos históricos y las cosas en la naturaleza, y se utilizan para educar a los niños acerca de las cosas de la vida.

#### Wuyas

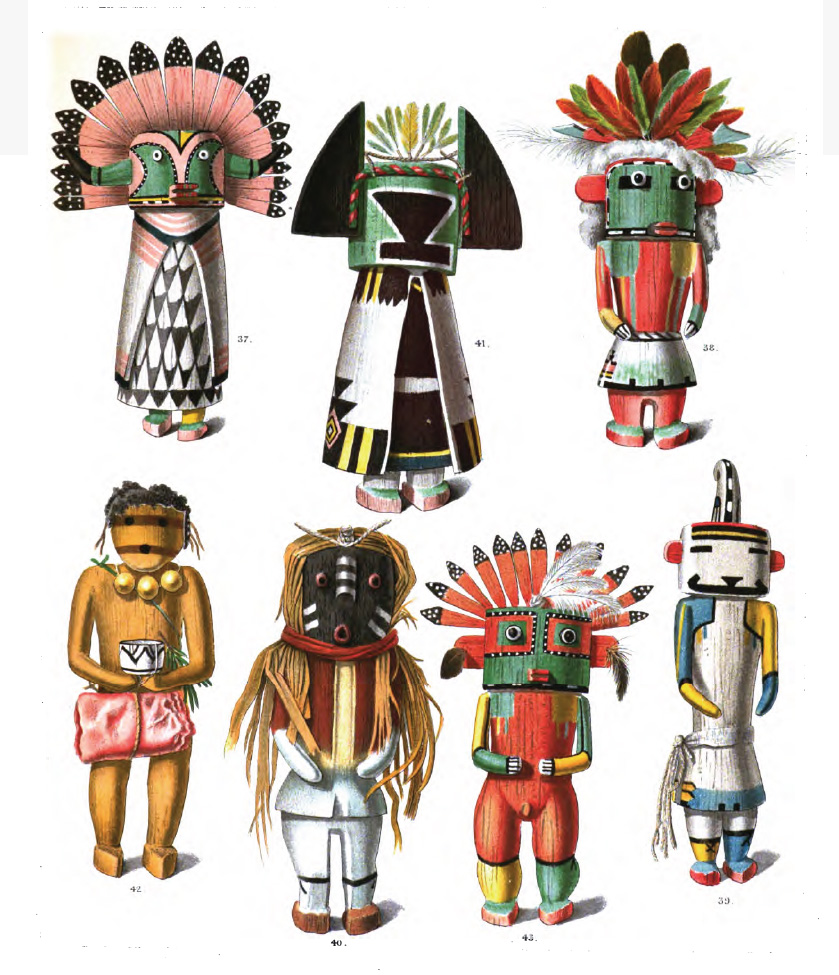
Dibujos de muñecas kachina de un texto antropológico de 1894.

- Ahöla
- Ahöl Mana
- Aholi
- Ahul
- Ahulani
- Akush
- Alosaka
- Angak
- Angwushahai-i
- Angwusnasomtaka
- Chaveyo
- Chakwaina
- Chiwap
- Cimon Mana
- Dani
- Dawa
- Eototo
- Hahai-i Wuhti
- He-e-e
- Hú
- Huruing Wuhti
- Kalavi
- Kaletaka
- Ketowa Bisena
- Köchaf
- Kököle
- Kokopelli
- Kokosori
- Kokyang Wuhti
- Kwasai Taka
- Lemowa
- Masau'u
- Mastop
- Maswik
- Mong
- Muyingwa
- Nakiachop
- Nataska
- Ongchomo
- Pachava Hú
- Patung
- Pohaha o Pahana
- Saviki
- Pöökonghoya
- Shalako Taka
- Shalako Mana
- Söhönasomtaka
- Soyal
- Tiwenu
- Toho
- Tokoch
- Tsitot
- Tukwinong
- Tukwinong Mana
- Tumas
- Tumuala
- Tungwup
- Ursisimu
- We-u-u
- Wiharu
- Wukokala
- Wupa-ala
- Wupamo
- Wuyak-kuita